# Ye Hong-wei
Ye Hong-wei (chinesisch 葉宏蔚; * 1. November 1999 in Taichung) ist ein taiwanischer Badmintonspieler. 

## Karriere
Ye Hong-wei siegte 2021 bei den World University Games, 2022 bei den Canada Open. 2024 startete er bei den Olympischen Spielen in Paris. Im  Mixed schied er dabei gemeinsam mit Lee Chia-hsin schon in der Vorrunde aus.

## Erfolge

### World University Games
Mixed
| Jahr | Ort                                               | Partner       | Gegner                       | Ergebnis     | Resultat |
| ---- | ------------------------------------------------- | ------------- | ---------------------------- | ------------ | -------- |
| 2021 | Shuangliu Sports Centre Gymnasium, Chengdu, China | Lee Chia-hsin | Lee Fang-chih Teng Chun-hsun | 21–15, 21–17 | Gold     |

### BWF World Tour
Herrendoppel
| Jahr | Wettbewerb       | Level     | Partner       | Gegner                            | Ergebnis     | Resultat |
| ---- | ---------------- | --------- | ------------- | --------------------------------- | ------------ | -------- |
| 2023 | Thailand Masters | Super 300 | Su Ching-heng | Leo Rolly Carnando Daniel Marthin | 16–21, 17–21 | Finalist |

Mixed
| Jahr | Wettbewerb       | Level     | Partner              | Gegner                         | Ergebnis            | Resultat |
| ---- | ---------------- | --------- | -------------------- | ------------------------------ | ------------------- | -------- |
| 2022 | Canada Open      | Super 100 | Lee Chia-hsin        | Hiroki Midorikawa Natsu Saito  | 12–21, 21–12, 21–15 | Sieger   |
| 2023 | Orléans Masters  | Super 300 | Lee Chia-hsin        | Chen Tang Jie Toh Ee Wei       | 19–21, 17–21        | Finalist |
| 2023 | US Open          | Super 300 | Lee Chia-hsin        | Mathias Thyrri Amalie Magelund | 13–21, 21–6, 21–18  | Sieger   |
| 2024 | Malaysia Masters | Super 100 | Nicole Gonzales Chan | Yuichi Shimogami Sayaka Hobara | 21–19, 12–21, 22–20 | Sieger   |

### BWF International Challenge/Series
Herrendoppel
| Jahr | Wettbewerb             | Partner          | Gegner                                             | Ergebnis            | Resultat |
| ---- | ---------------------- | ---------------- | -------------------------------------------------- | ------------------- | -------- |
| 2017 | Waikato International  | Su Li-wei        | Chen Tang Jie Soh Wooi Yik                         | 21–16, 17–21, 21–19 | Sieger   |
| 2018 | Austrian Open          | Lu Chen          | Oliver Leydon-Davis Lasse Mølhede                  | 25–23, 21–17        | Sieger   |
| 2018 | Slovak International   | Lu Chen          | Pakin Kuna-Anuvit Natthapat Trinkajee              | 21–18, 22–20        | Sieger   |
| 2018 | Portugal International | Lu Chen          | Mathias Bay-Smidt Frederik Søgaard                 | 23–21, 21–18        | Sieger   |
| 2019 | Welsh International    | Chiang Chien-wei | Zach Russ Steven Stallwood                         | 21–14, 21–14        | Sieger   |
| 2020 | Estonian International | Chiang Chien-wei | Wei Chun-wei Wu Guan-xun                           | 21–11, 21–19        | Sieger   |
| 2020 | Swedish Open           | Chiang Chien-wei | Daniel Lundgaard Mathias Thyrri                    | Walkover            | Sieger   |
| 2022 | Portugal International | Su Ching-heng    | Wei Chun-wei Wu Guan-xun                           | 21–13, 21–14        | Sieger   |
| 2022 | Polish Open            | Su Ching-heng    | Rasmus Kjær Frederik Søgaard                       | 16–21, 21–17, 19–21 | Finalist |
| 2022 | Italian International  | Su Ching-heng    | Kim Jae-hwan Yoon Dae-il                           | 14–21, 19–21        | Finalist |
| 2022 | Nantes International   | Su Ching-heng    | Chaloempon Charoenkitamorn Nanthakarn Yordphaisong | 19–21, 21–17, 21–16 | Sieger   |

Mixed
| Jahr | Wettbewerb             | Partner        | Gegner                                  | Ergebnis           | Resultat |
| ---- | ---------------------- | -------------- | --------------------------------------- | ------------------ | -------- |
| 2017 | Waikato International  | Teng Chun-hsun | Ricky Widianto Richi Puspita Dili       | 15–21, 26–24       | Finalist |
| 2017 | Sydney International   | Teng Chun-hsun | Sawan Serasinghe Setyana Mapasa         | Walkover           | Sieger   |
| 2018 | Slovak International   | Teng Chun-hsun | Pakin Kuna-Anuvit Supissara Paewsampran | 21–16, 21–16       | Sieger   |
| 2022 | Portugal International | Lee Chia-hsin  | Jan Colin Völker Stine Küspert          | 21–10, 19–21, 21–9 | Sieger   |
| 2022 | Polish Open            | Lee Chia-hsin  | Paweł Śmiłowski Wiktoria Adamek         | 22–20, 21–17       | Sieger   |
| 2022 | Austrian Open          | Lee Chia-hsin  | Su Li-wei Chang Ching-hui               | 21–16, 23–21       | Sieger   |